# Heidi-Di/Viva la pappa col pomodoro
Heidi-Di/Viva la pappa col pomodoro è un singolo di Rita Pavone, pubblicato dalla RCA Italiana nel 1978.

## Heidi-Di
Heidi-Di era un brano tratto dalla colonna sonora del film Heidi, diretto da Werner Jacobs, basato sul romanzo per ragazzi Heidi di Johanna Spyri.
Il brano, scritto da Umberto Napolitano e Dina Piattoli sulla musica di Giuni Russo e Maria Antonietta Sisini, fu arrangiato da Beppe Cantarelli e prodotto da Gewarsa International.

## Viva la pappa col pomodoro
Viva la pappa col pomodoro è la canzone pubblicata sul lato B del singolo, celebre brano della cantante tratto dalla colonna sonora della serie televisiva 
Il giornalino di Gian Burrasca, scritto da Lina Wertmüller su musica di Nino Rota, qui riproposto nella stessa versione arrangiata sempre da Luis Bacalov.

## Tracce
LATO A
1. Heidi-Di (testo: Umberto Napolitano e Dina Piattoli – musica: Giuni Russo e Maria Antonietta Sisini; edizioni musicali RCA/Lapis)

LATO B
1. Viva la pappa col pomodoro (testo: Lina Wertmüller – musica: Nino Rota; edizioni musicali RCA)